# Philipp Scharwenka
Ludwig Philipp Scharwenka, pol. Ludwik Filip Scharwenka (ur. 16 lutego 1847 w Szamotułach, zm. 16 lipca 1917 w Bad Nauheim) – polsko-niemiecki kompozytor i pedagog.

## Życiorys
Brat Xavera. Początkowo uczył się w gimnazjum w Poznaniu. W 1865 roku wyjechał wraz z rodziną do Berlina. Studiował u Richarda Wüersta i Heinricha Dorna w Neue Akademie der Tonkunst, gdzie następnie od 1868 roku wykładał. Od 1880 roku był żonaty ze skrzypaczką Marianne Stresow (1856−1918). W 1881 roku został wykładowcą utworzonego przez jego brata w Berlinie konserwatorium, gdzie uczył teorii i kompozycji. Od 1891 roku pełnił funkcję dyrektora tej uczelni, w 1902 roku otrzymał tytuł profesorski, a od 1911 roku był członkiem senatu uczelni. W 1891 roku wspólnie z bratem odwiedził Stany Zjednoczone. Do jego uczniów należeli Oskar Fried i Otto Klemperer.

## Twórczość
W swojej twórczości łączył elementy klasycystyczne (upodobanie do formy sonatowej) z romantycznymi (rozbudowane tematy, często o lirycznym charakterze). W monumentalnych formach symfonicznych nawiązywał do wzorców Brucknerowskich.
Skomponował m.in. 2 symfonie, poemat symfoniczny Frühlingswogen, Arkadische Suite, Koncert skrzypcowy, Kwintet fortepianowy, Dramatische Phantasie, 2 polnische Volkstänze, ponadto utwory kameralne, fortepianowe, wokalne.